# Trybunał Konstytucyjny (Polska)

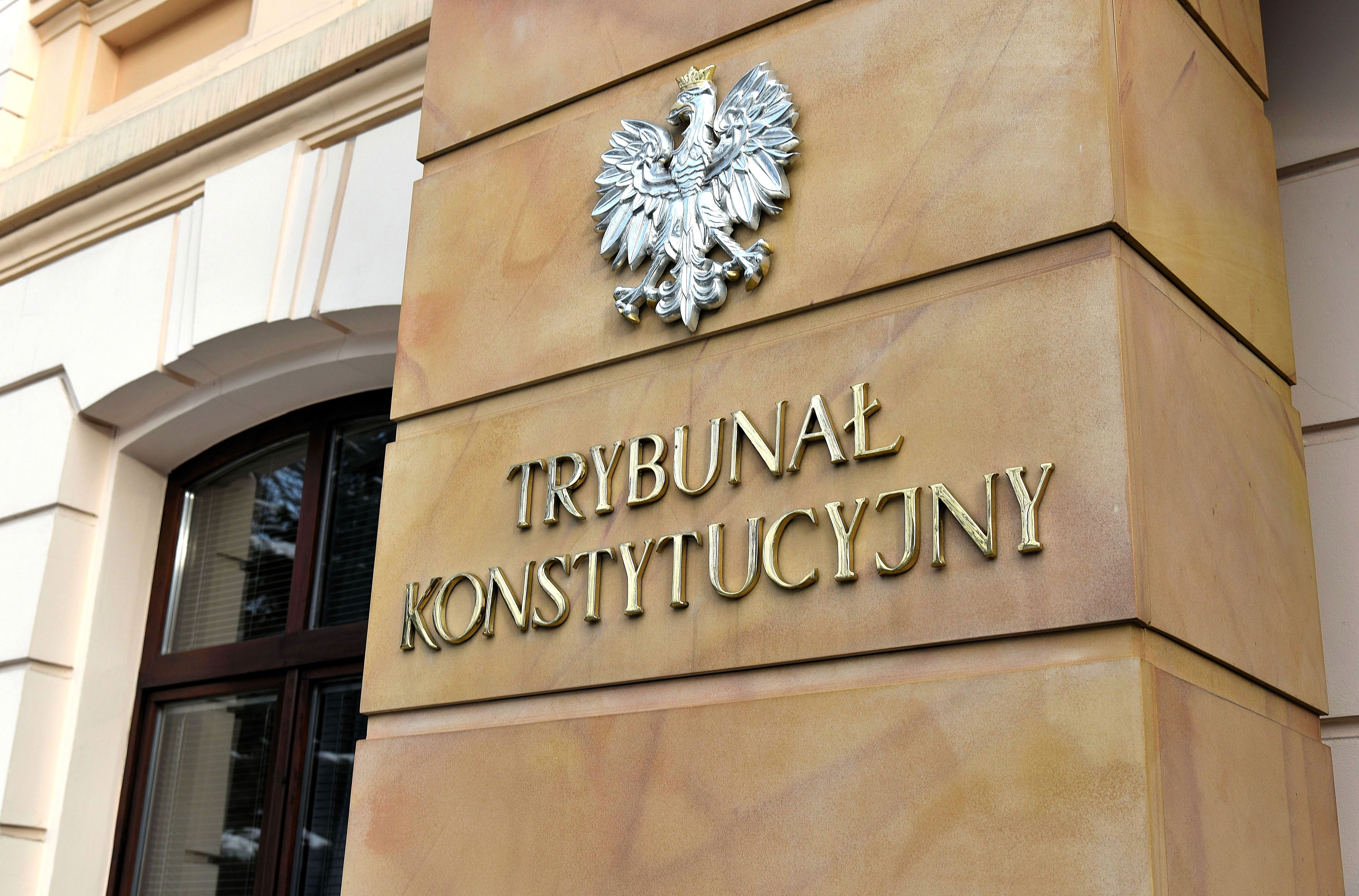
Wejście do siedziby Trybunału Konstytucyjnego

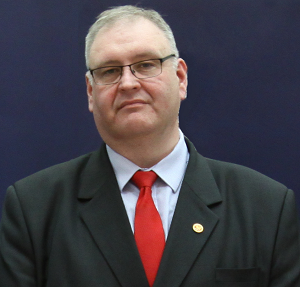
Bogdan Święczkowski – prezes Trybunału Konstytucyjnego

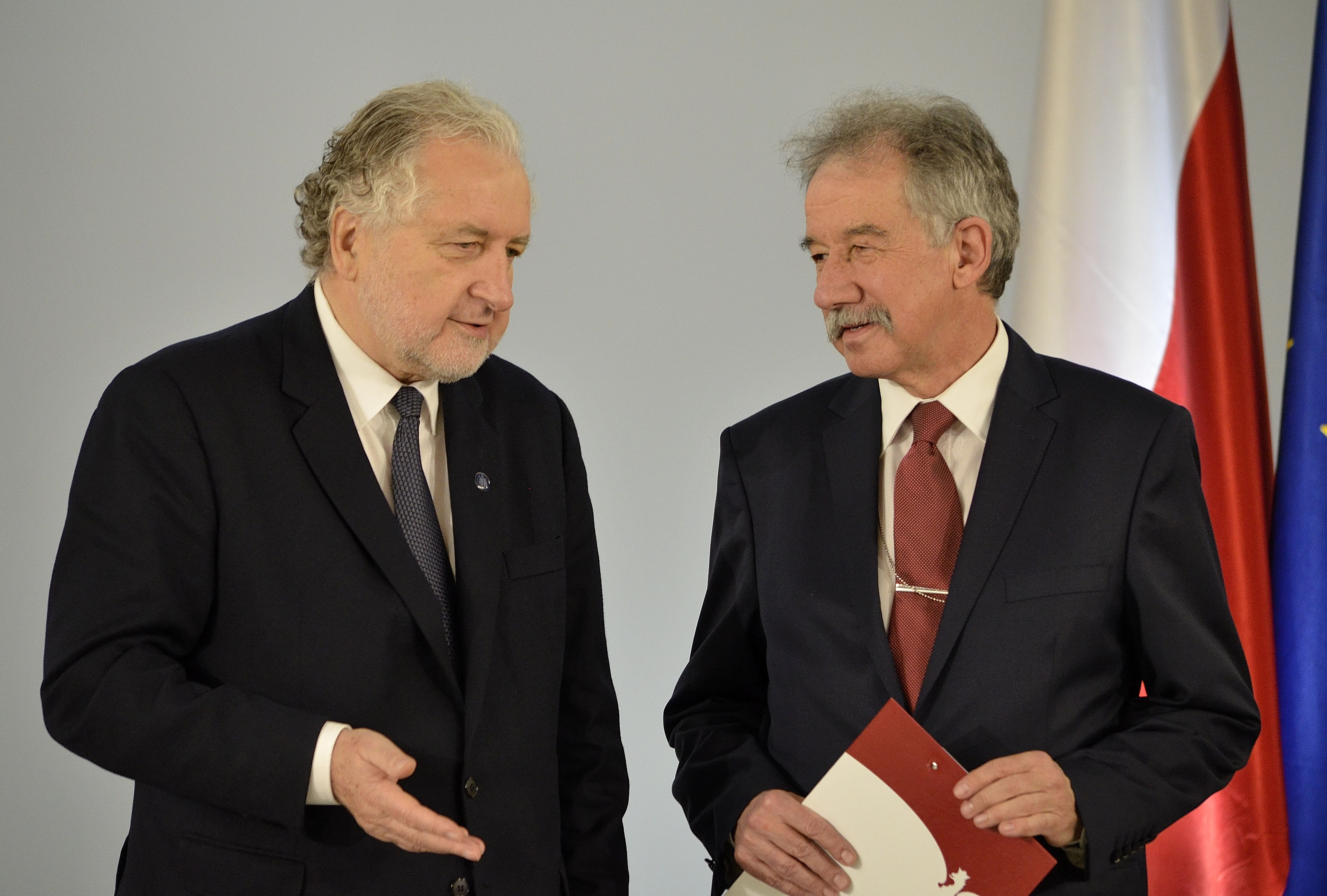
Prezes Trybunału Konstytucyjnego w latach 2010–2016 Andrzej Rzepliński z Wojciechem Hermelińskim – sędzią TK i przewodniczącym Państwowej Komisji Wyborczej (2015)

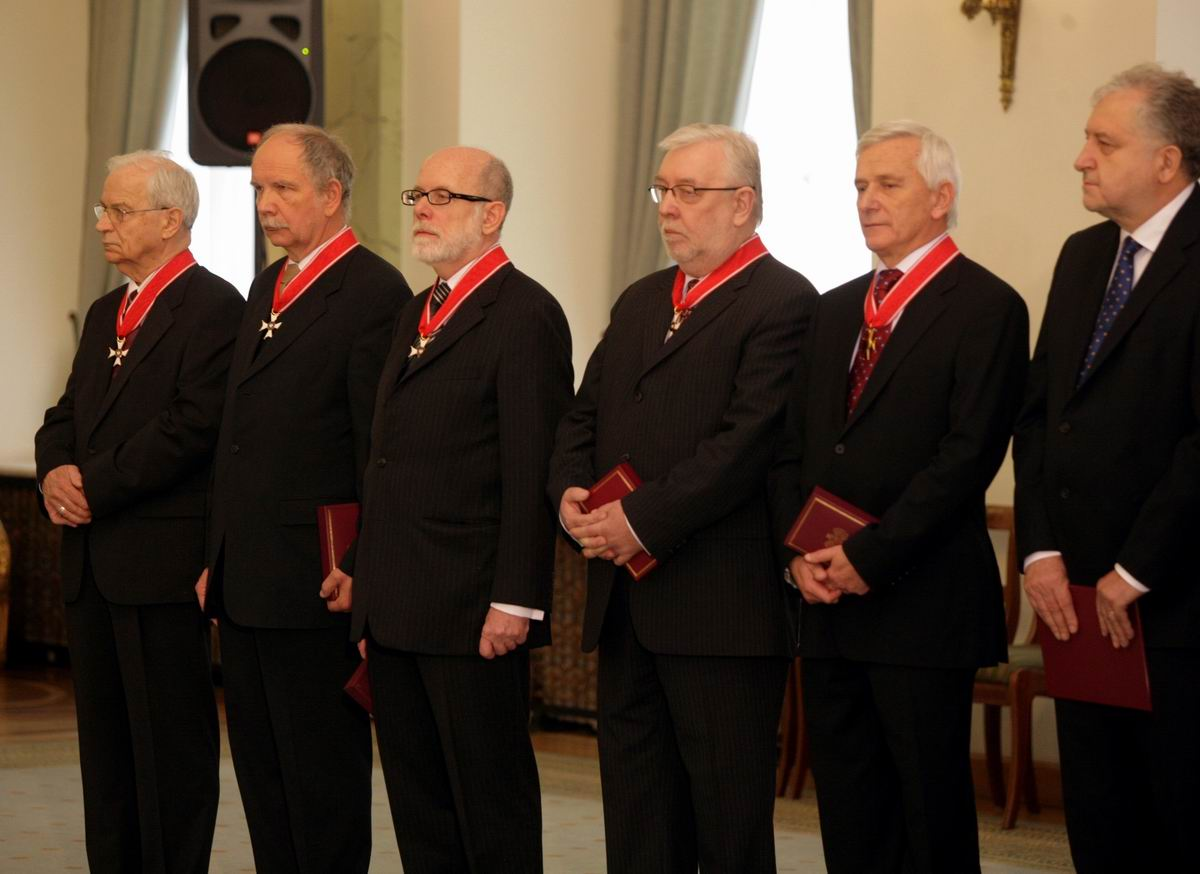
Prezesi i wiceprezesi Trybunału Konstytucyjnego w latach 2006–2016. Stoją od lewej: Marek Mazurkiewicz, Andrzej Mączyński, Janusz Niemcewicz, Jerzy Stępień, Bohdan Zdziennicki i Andrzej Rzepliński (2010)

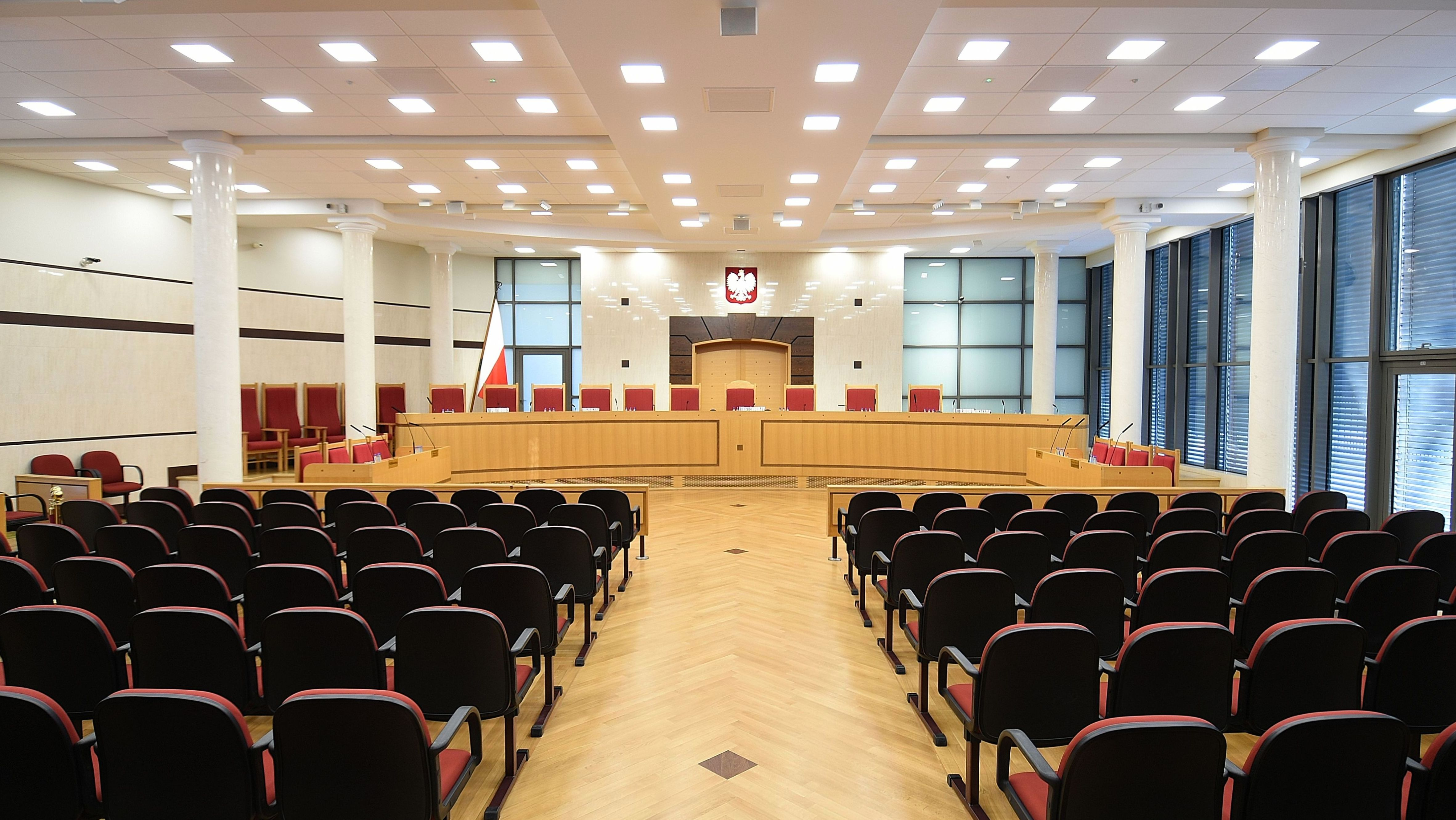
Wielka sala rozpraw, w której Trybunał orzeka w pełnym składzie

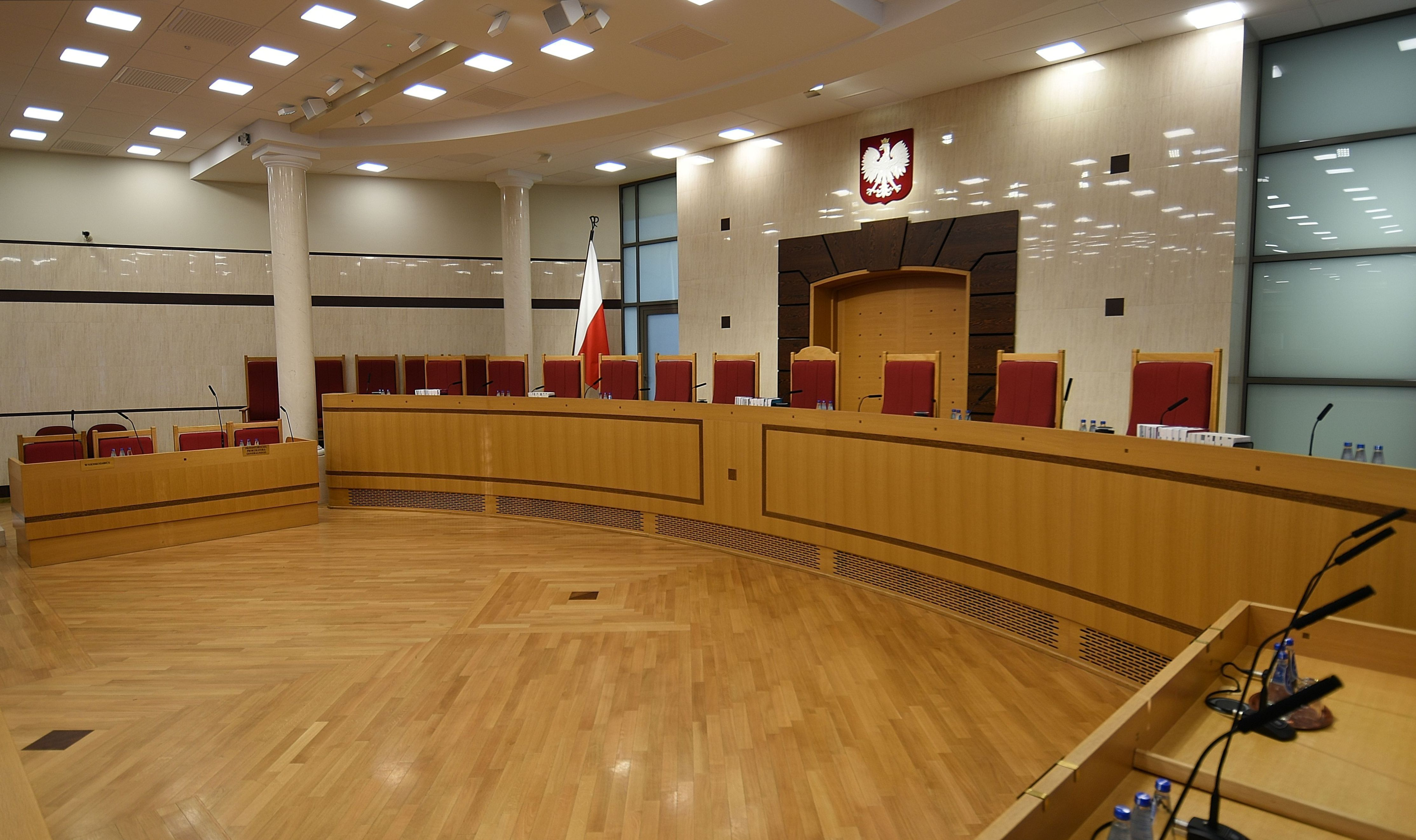
Wielka sala rozpraw, po lewej miejsca zajmowane przez wnioskodawców oraz przedstawiciela Prokuratora Generalnego

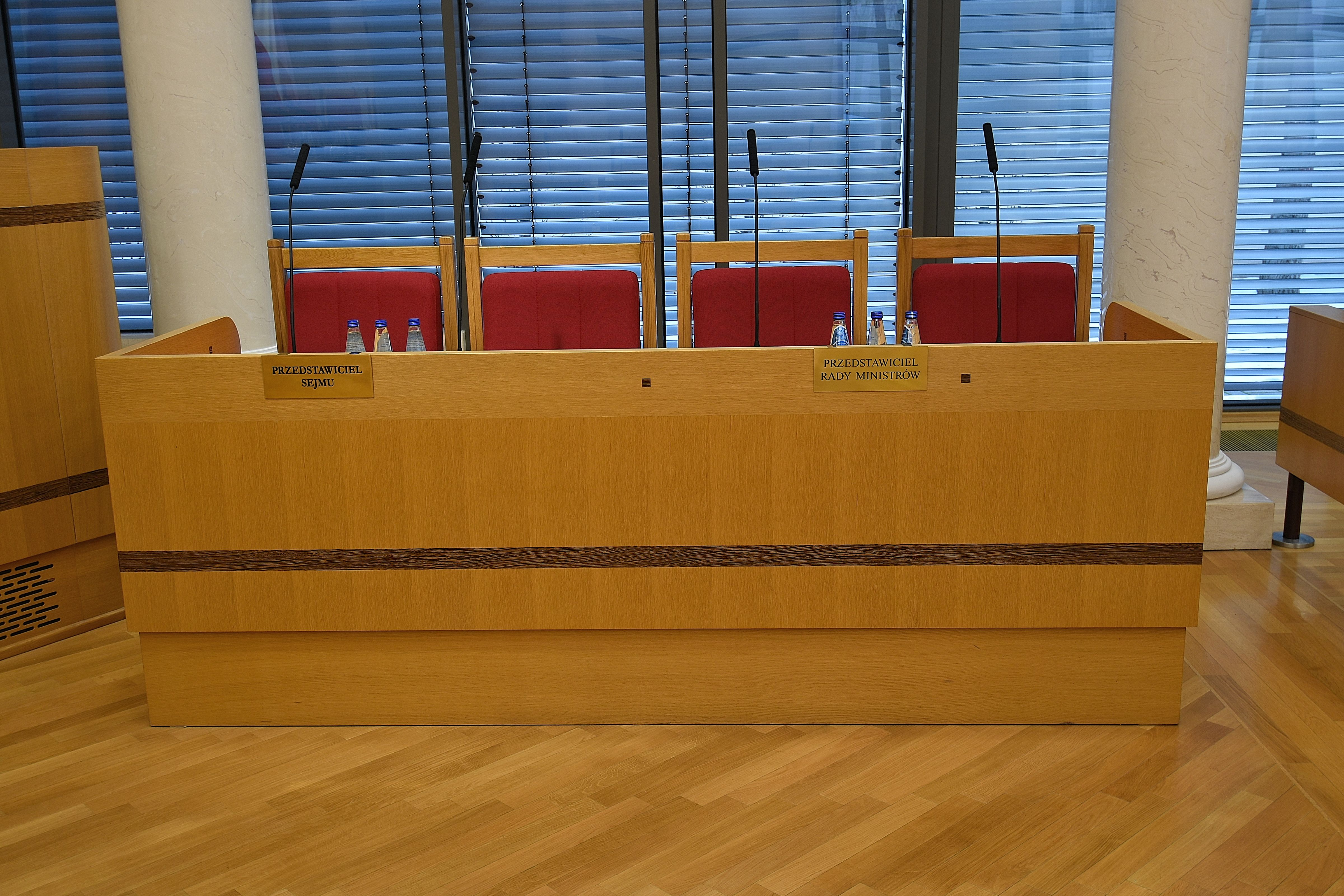
Miejsca przedstawicieli Sejmu i Rady Ministrów

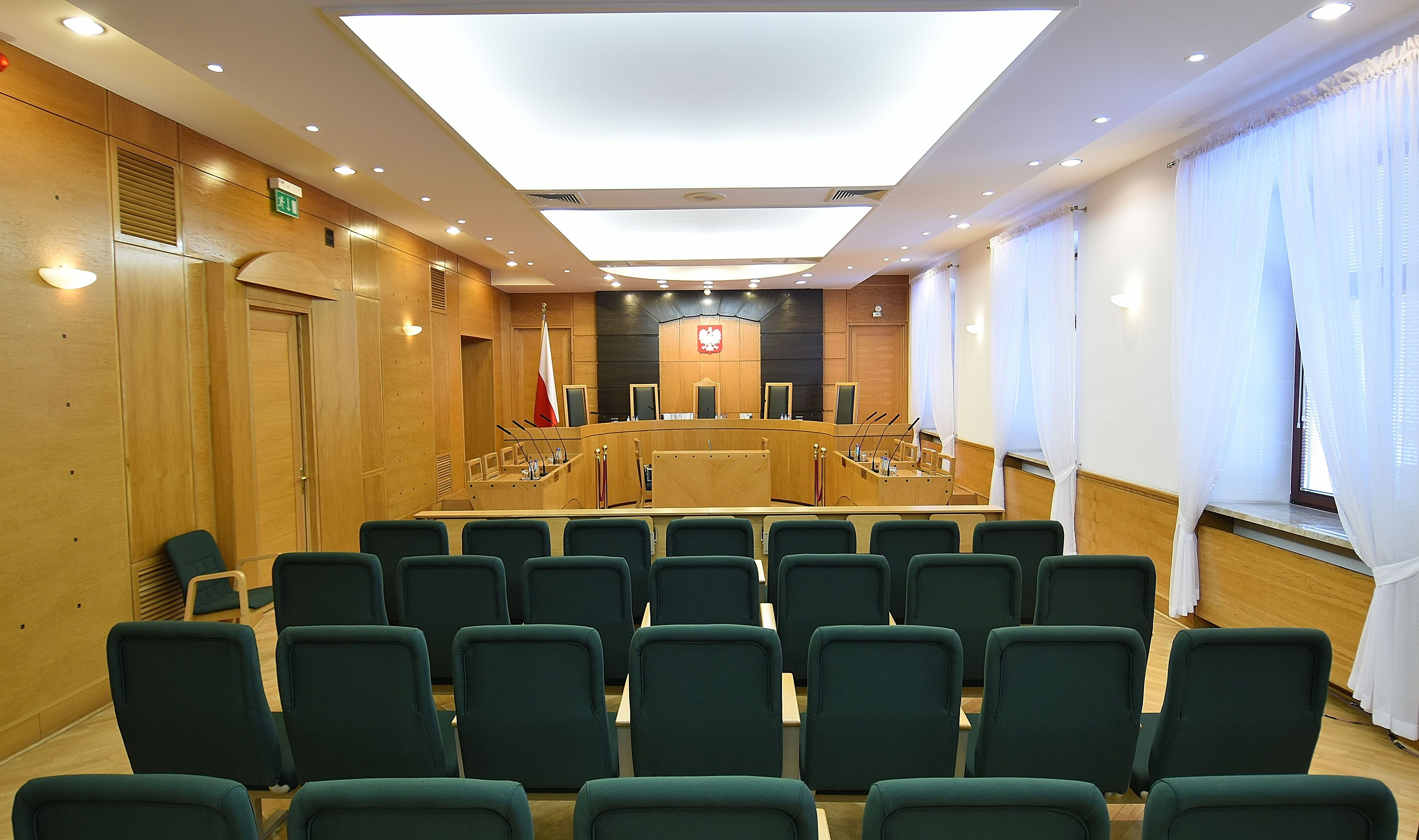
Mała sala rozpraw, w której Trybunał orzeka w składzie trzy- i pięcioosobowym

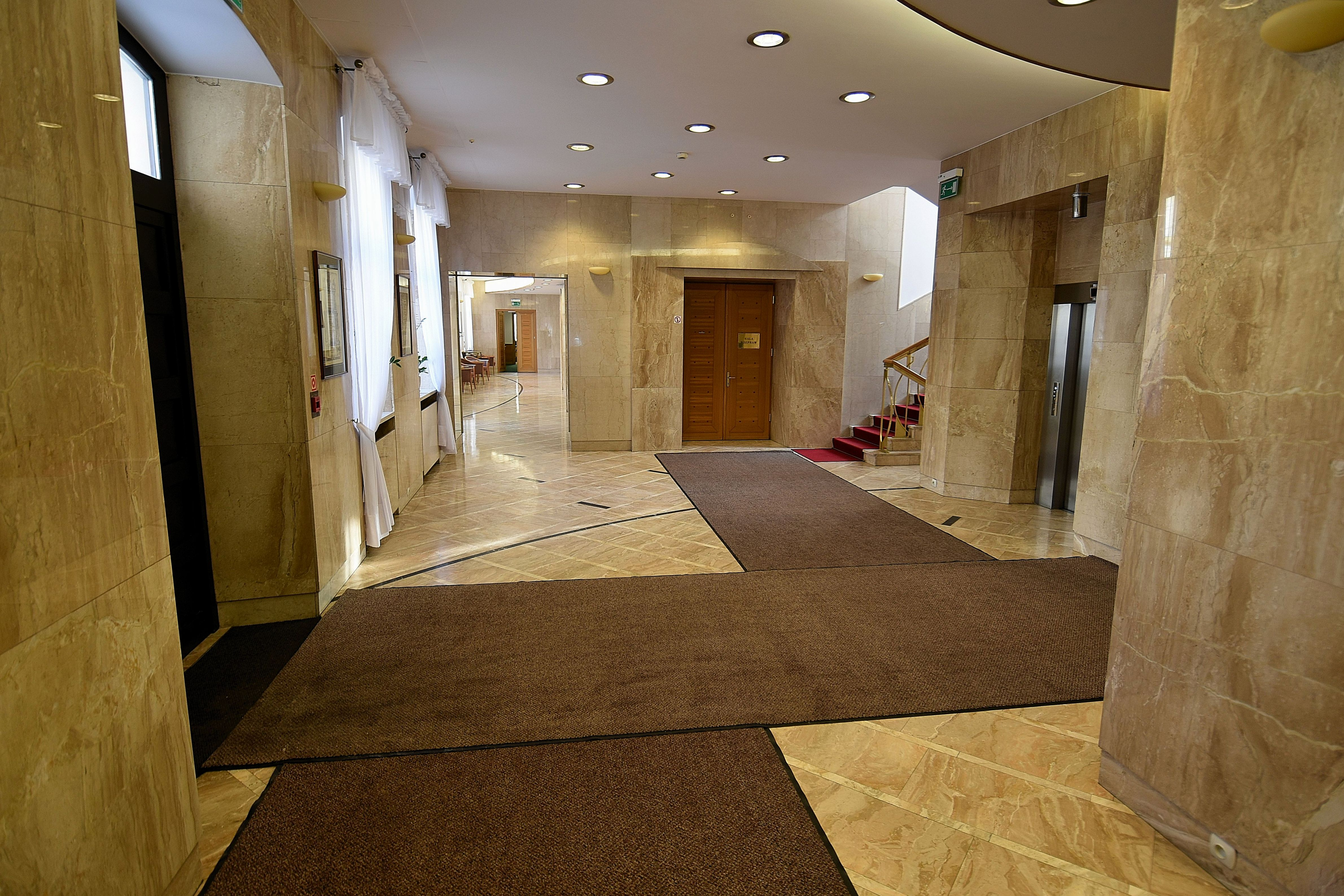
Parter budynku Trybunału Konstytucyjnego, widoczne wejście do małej sali rozpraw

Trybunał Konstytucyjny (TK) – polski sąd konstytucyjny, organ władzy sądowniczej. Został utworzony w 1982 i rozpoczął działalność orzeczniczą w 1986. Jego podstawowym zadaniem jest sądowa kontrola konstytucyjności prawa: kontrolowanie zgodności norm prawnych niższego rzędu (rangi ustawowej lub podustawowej) z normami prawnymi wyższego rzędu, przede wszystkim z Konstytucją i niektórymi umowami międzynarodowymi (tzw. sąd prawa).
Trybunał Konstytucyjny ma siedzibę w Warszawie, przy al. Jana Chrystiana Szucha 12a.

## Historia
Sądowa kontrola konstytucyjności prawa była przedmiotem dyskusji w środowiskach naukowych oraz debat politycznych w okresie II Rzeczypospolitej.
W okresie PRL ustanowienie sądu konstytucyjnego stało się postulatem formułowanym przez wiele środowisk w okresie przełomu politycznego lat 1980–1981. Powołania TK domagały się m.in. adwokatura oraz Niezależny Samorządny Związek Zawodowy „Solidarność”. Postulat powołania niezawisłego Trybunału Konstytucyjnego lub odpowiedniej Izby Sądu Najwyższego był jednym z postulatów zawartych w uchwale I Krajowego Zjazdu Delegatów NSZZ „Solidarność” z 7 października 1981.
Trybunał Konstytucyjny ustanowiono ustawą z dnia 26 marca 1982 r. o zmianie Konstytucji Polskiej Rzeczypospolitej Ludowej. Ponieważ wprowadzony wtedy do Konstytucji art. 33a liczył tylko siedem zdań, konieczne było opracowanie ustawy, która regulowałaby funkcjonowanie TK. Proces jej powstawania był skomplikowany i długotrwały. Łącznie opracowano 15 projektów tego aktu prawnego. Ostatecznie ustawa o Trybunale Konstytucyjnym została uchwalona przez Sejm 29 kwietnia 1985, a formalnie Trybunał rozpoczął działalność orzeczniczą 1 stycznia 1986. Jego członkami było 12 sędziów.
Pierwszy wniosek do TK, któremu nadano sygnaturę U 1/86, został złożony 24 stycznia 1986 przez Prezydium Wojewódzkiej Rady Narodowej we Wrocławiu. Wnioskodawcy zwrócili się w nim o uznanie za niegodne z Konstytucją PRL dwóch paragrafów rozporządzenia Rady Ministrów z dnia 16 września 1985 r. w sprawie szczegółowych zasad i trybu oddawania w użytkowania wieczyste gruntów i sprzedaży nieruchomości państwowych, kosztów i rozliczeń z tym związanych oraz zarządzania sprzedanymi nieruchomościami. W swoim orzeczeniu, wydanym w składzie trzyosobowym 28 maja 1986, Trybunał wbrew stanowisku rządu uznał zaskarżone przepisy za niezgodne z Konstytucją i ustawą z dnia 29 kwietnia 1985 r. o gospodarce gruntami i wywłaszczaniu nieruchomości. Na wniosek Rady Ministrów, która wystąpiła o ponowne rozpatrzenie sprawy w pełnym składzie, Trybunał Konstytucyjny 5 listopada 1986 potwierdził niekonstytucyjność badanych przepisów.
Pozycja i kompetencje Trybunału były ograniczone. Orzeczenia o niekonstytucyjności ustaw nie były ostateczne i mogły zostać odrzucone uchwałą Sejmu podjętą większością 2/3 głosów (w praktyce zdarzało się, że nie poddawano tych orzeczeń pod głosowanie, co wprowadzało swego rodzaju stan zawieszenia), a uchwały w sprawie powszechnie obowiązującej wykładni ustaw mogła podejmować tylko Rada Państwa (która tylko raz, w latach 50. XX w., tj. przed utworzeniem TK, skorzystała z tego uprawnienia).
Pomimo wspomnianych ograniczeń, Trybunałowi udało się stworzyć samodzielne i wartościowe orzecznictwo (m.in. klauzule demokratycznego państwa prawnego, równości wobec prawa, niedziałania prawa wstecz).
Po przemianach politycznych 1989 roku pozycja Trybunału Konstytucyjnego uległa wzmocnieniu: uzyskał on prawo (po zniesionej Radzie Państwa) do ustalania powszechnie obowiązującej wykładni ustaw. Niemniej jednak utrzymano możliwość odrzucania przez Sejm większością 2/3 głosów orzeczeń o niekonstytucyjności ustaw (w przeciwieństwie do lat osiemdziesiątych uzyskanie takiej większości w następnej dekadzie nie było jednak proste). Do czasu uchwalenia nowej ustawy zasadniczej w 1997 roku, Trybunał musiał dostosować dawne przepisy konstytucyjne do nowych realiów ustrojowych, politycznych i społecznych.
20 października 1993 roku Trybunał podjął uchwałę w sprawie wykładni art. 7 ust. 2 ustawy z dnia 29 kwietnia 1985 r. o Trybunale Konstytucyjnym, sygn. akt W 6/93, w której stwierdził, że:
- Sejm ma obowiązek rozpatrzenia orzeczenia Trybunału Konstytucyjnego o niezgodności ustawy z Konstytucją nie później niż w okresie sześciu miesięcy od dnia przedstawienia orzeczenia Sejmowi przez Prezesa Trybunału Konstytucyjnego,
- w przypadku uznania orzeczenia Trybunału Konstytucyjnego za zasadne Sejm powinien dokonać odpowiednich zmian w ustawie objętej orzeczeniem bądź uchylić ją w części lub w całości w terminie określonym w art. 7 ust. 2 ustawy o Trybunale Konstytucyjnym, oraz
- orzeczenie Trybunału Konstytucyjnego o niezgodności ustawy z Konstytucją, które nie zostało rozpatrzone przez Sejm w terminie sześciu miesięcy od dnia przedstawienia Sejmowi orzeczenia przez Prezesa Trybunału Konstytucyjnego, ma (zachowuje) moc obowiązującą i powoduje uchylenie ustawy z dniem ogłoszenia w Dzienniku Ustaw obwieszczenia Prezesa Trybunału Konstytucyjnego o utracie mocy obowiązującej ustawy.

Rozwiązania wzmacniające pozycję Trybunału wprowadziły Konstytucja RP z 1997 roku oraz ustawa z dnia 1 sierpnia 1997 r. o Trybunale Konstytucyjnym. Ustawa ta została zastąpiona po 18 latach nową – ustawą z dnia 25 czerwca 2015 r. o Trybunale Konstytucyjnym, która weszła w życie 30 sierpnia 2015.
Po wejściu w życie Konstytucji z 1997:
- liczba sędziów wzrosła z 12 do 15, co uzasadniono rozszerzeniem zakresu właściwości Trybunału, w szczególności o rozpatrywanie skarg konstytucyjnych[15]
- wydłużono kadencję sędziego z 8 do 9 lat[16]
- Trybunał utracił kompetencję do ustalania (w trybie uchwał o charakterze abstrakcyjnym) tzw. powszechnie obowiązującej wykładni przepisów prawa[17]
- Sejm, na mocy przepisu przejściowego, mógł jeszcze przez dwa lata (do 17 października 1999) odrzucić większością 2/3 głosów w obecności co najmniej połowy ustawowej liczby posłów orzeczenia Trybunału Konstytucyjnego o niekonstytucyjności ustaw, ale tylko tych uchwalonych przed wejściem w życie nowej ustawy zasadniczej. Nie dotyczyło to także orzeczeń wydanych w następstwie pytań prawnych kierowanych do Trybunału przez sądy (te były ostateczne)[18].

### Kryzys wokół Trybunału Konstytucyjnego (od 2015)
W czerwcu 2015 Sejm VII kadencji uchwalił nową ustawę o Trybunale Konstytucyjnym normującą m.in. wybór przez Sejm tej kadencji następców wszystkich sędziów TK, których kadencja upływała w 2015. Sejm dokonał wyboru pięciu sędziów na 102. posiedzeniu w dniu 8 października 2015, a Sejm VIII kadencji kolejnych pięciu na 3. posiedzeniu 2 grudnia 2015. Wywołało to kryzys w funkcjonowaniu sądu konstytucyjnego.
Od listopada 2015 do grudnia 2016 uchwalono sześć tzw. ustaw naprawczych Trybunału Konstytucyjnego przygotowanych przez Prawo i Sprawiedliwość. 20 grudnia 2016 p.o. prezesa TK Julia Przyłębska włączyła do orzekania trzech sędziów wybranych przez Sejm VIII kadencji na miejsca obsadzone przez Sejm VII kadencji. Według wielu instytucji jest określany jako kontrolowany przez partię Prawo i Sprawiedliwość.
W wyroku wydanym w maju 2021 r. Europejski Trybunał Praw Człowieka orzekł, że udział w procesie sędziów powołanych na obsadzone już miejsca w Trybunale Konstytucyjnym narusza art. 6 Europejskiej Konwencji Praw Człowieka, tj. prawo do sprawiedliwego procesu.

## Siedziba
W latach 1986–1995 siedziba Trybunału Konstytucyjnego znajdowała się w budynku B w kompleksie budynków Sejmu Rzeczypospolitej Polskiej. Po zakończeniu prowadzonych w latach 1994–1995 prac modernizacyjnych, Trybunał przeniósł się do budynku dawnego kasyna oficerskiego w dawnym zespole Korpusu Kadetów im. A. Suworowa przy al. Jana Chrystiana Szucha 12a.

## Pozycja ustrojowa
Trybunał Konstytucyjny jest odrębnym od sądów, samodzielnym organem konstytucyjnym państwa. Posiada pozycję niezależną od władzy politycznej: parlamentu, prezydenta RP i Rady Ministrów. Jego ustrój, funkcjonowanie, sposób powoływania sędziów oraz status prawny orzeczeń sprawiają, że jest on całkowicie niezależny od innych organów władzy sądowniczej, takich jak Sąd Najwyższy i Naczelny Sąd Administracyjny. Pozostaje także poza systemem Krajowej Rady Sądownictwa.
Organami Trybunału Konstytucyjnego są Prezes oraz Zgromadzenie Ogólne Sędziów TK.
Trybunał składa się z 15 sędziów, wybieranych indywidualnie przez Sejm na 9 lat spośród osób wyróżniających się wiedzą prawniczą. Ponowny wybór na to stanowisko jest niedopuszczalny. Zgodnie z Konstytucją sędzią Trybunału może zostać osoba „wyróżniająca się wiedzą prawniczą”. Rzeczywiste unormowanie tej kwestii zawiera ustawa o statusie sędziów Trybunału Konstytucyjnego, zgodnie z którą sędzią Trybunału może być osoba, która posiada kwalifikacje wymagane do pełnienia urzędu na stanowisku sędziego Sądu Najwyższego lub sędziego Naczelnego Sądu Administracyjnego (m.in. warunek co najmniej 10-letniego stażu pracy na stanowisku sędziego, prokuratora albo wykonywania przez co najmniej 10 lat zawodu adwokata, radcy prawnego lub notariusza). Konstytucja nie ustanawia innych wymagań dotyczących sędziów, takich jak minimalny wiek czy też sprawowanie mandatów i urzędów w ramach pozostałych władz. Prezesa i Wiceprezesa Trybunału powołuje prezydent RP spośród kandydatów przedstawionych przez Zgromadzenie Ogólne Sędziów TK.
Sędziowie Trybunału Konstytucyjnego są nieusuwalni (wyjątek stanowi uchwała Zgromadzenia Ogólnego Sędziów TK), przysługuje im także immunitet i nietykalność. Niedopuszczalność ponownego wyboru ma gwarantować ich niezawisłość.
Trybunał nie może liczyć więcej niż 15 sędziów, a w razie pojawienia się wakatu na stanowisku sędziego jego jak najszybsze wypełnienie jest konstytucyjnym obowiązkiem Sejmu. Trybunał może jednak funkcjonować w zmniejszonym składzie. Powoływanie sędziów w wyniku obsadzania kolejnych zwalnianych miejsc w Trybunale sprawia, że jego skład nie jest wynikiem decyzji Sejmu tylko jednej kadencji. W składzie Trybunału znajdują się sędziowie wybrani przez dwa lub trzy kolejne parlamenty. Ma to sprzyjać apolityczności Trybunału Konstytucyjnego i ułatwić zachowanie bezstronności i niezawisłości wobec zmieniających się większości parlamentarnych.
Kompetencja obsadzania stanowisk sędziów Trybunału Konstytucyjnego należy wyłącznie do Sejmu. Daje to Trybunałowi namiastkę demokratycznej legitymizacji niezbędnej do korygowania ustawodawczych decyzji przedstawicielstwa narodu. Wybór na stanowisko sędziego Trybunału Konstytucyjnego dokonywany jest bezwzględną większością głosów w obecności co najmniej połowy ustawowej liczby posłów. A zatem za daną kandydaturą musi zagłosować więcej posłów niż suma głosów posłów, którzy byli przeciwko niej, i tych, którzy wstrzymali się od głosu. W praktyce oznacza to, że większość sejmowa ma możliwość dowolnego wyboru sędziów Trybunału, nawet jeśli zgłoszone przez nią kandydatury budzą zdecydowany sprzeciw wszystkich partii opozycyjnych. Taki system wyłaniania sędziów jest nie tylko kontrowersyjny, ale wręcz niebezpieczny dla pozycji ustrojowej oraz autorytetu Trybunału. W pracach nad obecnie obowiązującą konstytucją, a także w doktrynie polskiego prawa konstytucyjnego stale podnosi się postulat, że ustrojodawca powinien zdecydować się na powierzenie tego uprawnienia większości kwalifikowanej 2/3 głosów, co z jednej strony rodziłoby ryzyko powstania sytuacji patowej, w której nie można byłoby dokonać wyboru sędziego ze względu na brak możliwości uzyskania takiej większości, ale z drugiej gwarantowałoby wybór kompromisowych kandydatów, mających szerokie poparcie.
Orzeczenia Trybunału Konstytucyjnego mają moc powszechnie obowiązującą i są ostateczne (nie podlegają dalszemu zaskarżeniu do jakiegokolwiek organu). Moc powszechnie obowiązująca orzeczenia polega na tym, że wiąże ono wszystkie podmioty prawa, w tym wszystkie organy władzy publicznej. Moc powszechnie obowiązującą mają sentencje orzeczeń TK (a nie ich uzasadnienia). Waga i moc wiążąca orzeczeń TK są takie same, tj. nie zależą od liczebności składu orzekającego.
Orzeczenia podlegają niezwłocznemu ogłoszeniu w organie (wydawnictwie) urzędowym, w którym akt normatywny był ogłoszony. Jeżeli akt nie był ogłoszony, orzeczenie ogłasza się w Dzienniku Urzędowym Rzeczypospolitej Polskiej „Monitor Polski”. Orzeczenie Trybunału wchodzi w życie z dniem ogłoszenia, jednak Trybunał może określić inny termin utraty mocy obowiązującej aktu normatywnego (do osiemnastu miesięcy, gdy chodzi o ustawę, a gdy chodzi o inny akt normatywny – do dwunastu miesięcy). W przypadku orzeczeń, które wiążą się z nakładami finansowymi nieprzewidzianymi w ustawie budżetowej, Trybunał Konstytucyjny określa termin utraty mocy obowiązującej aktu normatywnego po zapoznaniu się z opinią Rady Ministrów. Zasięgnięcie takiej opinii jest obowiązkowe, ale jej treść nie wiąże Trybunału.
Spośród sędziów Trybunału Konstytucyjnego (czynnych lub w stanie spoczynku) prezes Trybunału wskazuje członka Państwowej Komisji Wyborczej.

## Kompetencje

### Podstawy konstytucyjne
Zakres działania Trybunału określa Konstytucja. Do kompetencji Trybunału Konstytucyjnego należy:
- orzekanie w sprawach zgodności ustaw[53] z Konstytucją[54],
- orzekanie w sprawach zgodności ustaw z ratyfikowanymi umowami międzynarodowymi, których ratyfikacja wymagała uprzedniej zgody wyrażonej w ustawie[54],
- orzekanie w sprawach zgodności przepisów prawa wydawanych przez centralne organy państwowe z Konstytucją, ratyfikowanymi umowami międzynarodowymi i ustawami,
- rozpatrywanie skarg konstytucyjnych,
- rozstrzyganie sporów kompetencyjnych pomiędzy centralnymi konstytucyjnymi organami państwa,
- orzekanie o zgodności z Konstytucją celów lub działalności partii politycznych,
- rozstrzyganie o przejściowej niemożności sprawowania urzędu przez prezydenta Rzeczypospolitej na wniosek Marszałka Sejmu (tylko w wypadku niemożności zawiadomienia przez prezydenta Rzeczypospolitej Marszałka Sejmu o niemożności sprawowania urzędu) i powierzanie Marszałkowi Sejmu tymczasowego wykonywania obowiązków prezydenta Rzeczypospolitej,
- rozpatrywanie pytań prawnych skierowanych przez sądy (art. 193 Konstytucji).

W przypadku uznania przez Trybunał niezgodności aktu prawnego lub jego przepisu, może spowodować to pozbawienie ich mocy obowiązującej.
Do przepisów wydanych przez centralne organy państwowe zalicza się m.in. rozporządzenia z mocą ustawy wydane przez prezydenta na podstawie art. 234 Konstytucji, rozporządzenia o których mowa w art. 92 Konstytucji, Regulaminy Sejmu i Senatu oraz inne uchwały Sejmu i Senatu, jeżeli zawierają postanowienia o charakterze normatywnym. Trybunał uznał także swoją właściwość do kontroli uregulowań o charakterze normatywnym stanowionych przez ogólnokrajowe organy samorządu zawodów zaufania publicznego.
Centralnymi konstytucyjnymi organami państwowymi są te organy, których właściwość rozciąga się na cały kraj i które są jednocześnie wymienione w Konstytucji. Rozstrzygnięcie sporu polega na wiążącym wskazaniu organu, który jest właściwy do podjęcia decyzji w danej sprawie.
Skutkiem orzeczenia Trybunału o niezgodności celów lub działalności partii politycznej jest wykreślenie jej przez sąd z ewidencji partii politycznych, a tym samym zakaz prowadzenia przez nią działalności publicznej.
Trybunał co do zasady nie dokonuje kontroli konstytucyjności prawa między aktami tej samej rangi. Jest związany granicami wniosku, pytania prawnego lub skargi. Zgodnie z zasadą res iudicata nie można wnioskować o ponowne zbadanie przez Trybunał tych samych przepisów.

### Kontrola norm
Podstawowym zadaniem Trybunału jest kontrola normatywnych aktów prawnych: ustaw, umów międzynarodowych oraz innych przepisów prawa wydawanych przez centralne organy państwowe (sądowa kontrola konstytucyjności prawa).
Kontrolę norm dzieli się na kontrolę prewencyjną (określaną też kontrolą a priori) i kontrolę następczą (kontrola a posteriori). Pierwsza, wprowadzona w 1989 roku, ogranicza się do kontroli na podstawie wniosku prezydenta RP i może się odnosić tylko do ustaw już uchwalonych przez Sejm i Senat i przedstawionych prezydentowi do podpisu oraz do umów międzynarodowych przedstawionych prezydentowi do ratyfikacji.
Większe znaczenie ma kontrola następcza. Konstytucyjność aktu normatywnego może zakwestionować niemal każdy organ konstytucyjny państwa – jest to tzw. inicjatywa powszechna. Inicjatywa szczególna pozwala na kwestionowanie tylko takich aktów normatywnych, których treść dotyczy zakresu działania wnioskodawcy. W tym przypadku wnioskodawcą może być określona liczba podmiotów: np. organy stanowiące jednostek samorządu terytorialnego, ogólnokrajowe organy związków zawodowych czy Krajowa Rada Sądownictwa. Kontrola normy prawnej może też być zainicjowana skargą konstytucyjną.
Istnieje też możliwość formułowania tzw. pytań prawnych (jest to tzw. inicjatywa konkretna w odróżnieniu od inicjatywy abstrakcyjnej). Z wnioskiem o rozstrzygnięcie kwestii, czy dany przepis prawny jest zgodny z konstytucją, ratyfikowanymi umowami międzynarodowymi lub ustawami, może zwrócić się każdy sąd, jeżeli zależy od tego rozstrzygnięcie konkretnej sprawy toczącej się przed tym sądem. Może to dotyczyć każdej sprawy i w każdym stadium postępowania sądowego. Odpowiedź (orzeczenie) Trybunału wiąże nie tylko sąd, który przedstawił pytanie, ale wszystkie podmioty prawa.

## Orzeczenia
- Trybunał Konstytucyjny nie może od 1997 ustalać powszechnie obowiązującej wykładni przepisów prawa, jednak może wydawać tzw. wyroki interpretacyjne (zakresowe). Objaśnia w nich, jak należy rozumieć zakwestionowany przepis, aby można było uznać go za zgodny z uregulowaniem zawartym w akcie wyższej rangi. Ustalone przez TK rozumienie takiego przepisu ma charakter powszechnie i ostatecznie wiążący[17].
- Trybunał w swoich orzeczeniach brał pod uwagę sytuację budżetu państwa[60]. Zarzuty o przedkładanie interesu Skarbu Państwa nad prawa obywatelskie pojawiały się przy okazji wielu wyroków – m.in. w sprawie opłat za studia wieczorowe i zaoczne, Komisji majątkowej, zamrożenia wynagrodzeń sędziów, waloryzacji kwotowej emerytur[61].

## Liczba rozpoznawanych spraw
Zgodnie z ustawą, prezes Trybunału Konstytucyjnego przedkłada corocznie Sejmowi oraz Senatowi informację o istotnych problemach wynikających z działalności i orzecznictwa TK. Informacja, publikowana na stronach internetowych Sejmu i Senatu w formie druków: sejmowego i senackiego, jest podstawowym dokumentem o działalności Trybunału w danym roku kalendarzowym.
W 2016 do Trybunału Konstytucyjnego wpłynęło 360 wniosków, pytań prawnych i skarg konstytucyjnych, tj. o 42% mniej niż w 2015.

## Budżet, zatrudnienie i wynagrodzenia
Wydatki i dochody Trybunału Konstytucyjnego są realizowane części 06 budżetu państwa.
W 2017 wydatki Trybunału Konstytucyjnego wyniosły 31,40 mln zł, a dochody 0,06 mln zł. Przeciętne zatrudnienie w części 06 w przeliczeniu na pełne etaty wyniosło 126 osób (15 sędziów oraz 111 pracowników merytorycznych i pomocniczych), a średnie miesięczne wynagrodzenie brutto 11 941 zł (w tym przeciętne miesięczne wynagrodzenie brutto sędziego Trybunału 28 340 zł).
W ustawie budżetowej na 2018 wydatki Trybunału Konstytucyjnego zaplanowano w wysokości 35,88 mln zł, a przychody 0,03 mln zł.

## Sygnatury akt
- K – wnioski o stwierdzenie zgodności ustaw lub ratyfikowanych umów międzynarodowych z Konstytucją oraz zgodności ustaw z umowami międzynarodowymi, których ratyfikacja wymagała uprzedniej zgody wyrażonej w ustawie oraz do 2004 roku sprawy z zakresu kontroli prewencyjnej (wnioski prezydenta Rzeczypospolitej);
- Kp – wnioski prezydenta Rzeczypospolitej o stwierdzenie zgodności z Konstytucją ustaw przed ich podpisaniem albo umów międzynarodowych przed ich ratyfikacją;
- U – wnioski o stwierdzenie zgodności przepisów prawa, wydawanych przez centralne organy państwowe z Konstytucją, ratyfikowanymi umowami międzynarodowymi lub ustawami;
- P – pytania prawne w sprawie zgodności aktu normatywnego z Konstytucją, ratyfikowanymi umowami międzynarodowymi lub ustawą;
- SK – skargi konstytucyjne;
- Kpt. – wnioski dotyczące rozstrzygania sporów kompetencyjnych pomiędzy centralnymi konstytucyjnymi organami państwa;
- Pp – wnioski dotyczące stwierdzenia zgodności z Konstytucją celów lub działalności partii politycznych;
- M – wnioski marszałka Sejmu o stwierdzenie przeszkody w sprawowaniu urzędu przez prezydenta Rzeczypospolitej oraz powierzeniu Marszałkowi Sejmu tymczasowego wykonywania obowiązków prezydenta Rzeczypospolitej;
- S – postanowienia Trybunału sygnalizujące uchybienia lub luki w prawie;
- Tp – pytania prawne podlegające wstępnej kontroli formalnej;
- Tw – wnioski organów i organizacji, wymienionych w art. 191 ust. l pkt 3–5 Konstytucji podlegające wstępnemu rozpoznaniu;
- Twn – wnioski podmiotów wymienionych w art. 191 ust. 1 pkt 1 i 2 Konstytucji podlegające wstępnej kontroli formalnej;
- Kw i Uw – sprawy wszczęte z inicjatywy własnej Trybunału (1986–1997);
- W – uchwały i postanowienia w przedmiocie powszechnie obowiązującej wykładni ustaw (1990–1997).

## Prezesi
| Lp. | Okres pełnienia funkcji      | Imię i nazwisko                                           | Okres zasiadania w Trybunale  |
| --- | ---------------------------- | --------------------------------------------------------- | ----------------------------- |
| 1.  | od 1 XII 1985 do 1 XII 1989  | Alfons Klafkowski                                         | od 1 XII 1985 do 1 XII 1989   |
| 2.  | od 1 XII 1989 do 19 XI 1993  | Mieczysław Tyczka                                         | od 1 XII 1989 do 17 VI 1994   |
| 3.  | od 19 XI 1993 do 1 XII 1997  | Andrzej Zoll                                              | od 1 XII 1989 do 1 XII 1997   |
| –   | od 1 XII 1997 do 6 I 1998    | vacat                                                     | –                             |
| 4.  | od 6 I 1998 do 5 XI 2006     | Marek Safjan                                              | od 5 XI 1997 do 5 XI 2006     |
| 5.  | od 6 XI 2006 do 25 VI 2008   | Jerzy Stępień                                             | od 25 VI 1999 do 25 VI 2008   |
| 6.  | od 26 VI 2008 do 2 XII 2010  | Bohdan Zdziennicki                                        | od 2 XII 2001 do 2 XII 2010   |
| 7.  | od 3 XII 2010 do 19 XII 2016 | Andrzej Rzepliński                                        | od 19 XII 2007 do 19 XII 2016 |
| –   | 20 XII 2016                  | p.o. Julia Przyłębska                                     | od 9 XII 2015 do 9 XII 2024   |
| 8.  | od 21 XII 2016 do 29 XI 2024 | Julia Przyłębska (de facto)                               | od 9 XII 2015 do 9 XII 2024   |
| –   | od 29 XI do 9 XII 2024       | vacat (Julia Przyłębska jako sędzia kierująca pracami TK) | –                             |
| 9.  | od 9 XII 2024                | Bogdan Święczkowski                                       | od 16 II 2022                 |

## Wiceprezesi
| Lp. | Okres pełnienia funkcji     | Imię i nazwisko      | Okres zasiadania w Trybunale |
| --- | --------------------------- | -------------------- | ---------------------------- |
| 1.  | od 1 XII 1985 do 1 XII 1993 | Leonard Łukaszuk     | od 1 XII 1985 do 1 XII 1993  |
| 2.  | od 1 XII 1993 do 1 XII 2001 | Janusz Trzciński     | od 1 XII 1993 do 1 XII 2001  |
| 3.  | od 2 XII 2001 do 1 XII 2006 | Andrzej Mączyński    | od 1 XII 1997 do 1 XII 2006  |
| 4.  | od 2 XII 2006 do 2 III 2010 | Janusz Niemcewicz    | od 2 III 2001 do 2 III 2010  |
| 5.  | od 3 III 2010 do 2 XII 2010 | Marek Mazurkiewicz   | od 2 XII 2001 do 2 XII 2010  |
| 6.  | od 3 XII 2010 do 26 VI 2017 | Stanisław Biernat    | od 26 VI 2008 do 26 VI 2017  |
| –   | od 27 VI do 4 VII 2017      | vacat                | –                            |
| 7.  | od 5 VII 2017 do 5 VII 2023 | Mariusz Muszyński    | od 3 XII 2015 do 3 XII 2024  |
| –   | od 6 VII 2023 do 20 II 2025 | vacat                | –                            |
| 8.  | od 21 II 2025               | Bartłomiej Sochański | od 9 IV 2020                 |

## Sędziowie
Zgodnie z pierwotnym brzmieniem art. 34 ust. 1 ustawy z 29 kwietnia 1985 r. o Trybunale Konstytucyjnym Sejm wybrał w 1985 roku połowę pierwszego składu Trybunału na okres czterech lat, a połowę na okres ośmiu lat. Kadencja sędziego Trybunału Konstytucyjnego początkowo trwała osiem lat. Od 1997 roku – tj. z wejściem w życie obowiązującej Konstytucji RP – kadencja sędziego Trybunału trwa dziewięć lat.
| Lp. | Kadencja Sejmu | Zgłoszony przez | Głosów za          | Okres zasiadania w Trybunale  | Imię i nazwisko                  | Uwagi |
| --- | -------------- | --- | ------------------ | ----------------------------- | -------------------------------- | --- |
| 1.  | IX (PRL)       | „Biuro Polityczne KC PZPR przyjęło zasady politycznej partycypacji składu TK: PZPR – 6 członków, ZSL – 2, SD – 1–2 oraz bezpartyjni 2–3” | jednogłośnie       | od 1 XII 1985 do 17 VI 1986   | Henryk de Fiumel                 | zmarł w trakcie kadencji |
| 2.  | IX (PRL)       | „Biuro Polityczne KC PZPR przyjęło zasady politycznej partycypacji składu TK: PZPR – 6 członków, ZSL – 2, SD – 1–2 oraz bezpartyjni 2–3” | jednogłośnie       | od 1 XII 1985 do 1 XII 1989   | Kazimierz Buchała                | |
| 3.  | IX (PRL)       | „Biuro Polityczne KC PZPR przyjęło zasady politycznej partycypacji składu TK: PZPR – 6 członków, ZSL – 2, SD – 1–2 oraz bezpartyjni 2–3” | jednogłośnie       | od 1 XII 1985 do 1 XII 1989   | Natalia Gajl                     | |
| 4.  | IX (PRL)       | „Biuro Polityczne KC PZPR przyjęło zasady politycznej partycypacji składu TK: PZPR – 6 członków, ZSL – 2, SD – 1–2 oraz bezpartyjni 2–3” | jednogłośnie       | od 1 XII 1985 do 1 XII 1989   | Adam Józefowicz                  | |
| 5.  | IX (PRL)       | „Biuro Polityczne KC PZPR przyjęło zasady politycznej partycypacji składu TK: PZPR – 6 członków, ZSL – 2, SD – 1–2 oraz bezpartyjni 2–3” | jednogłośnie       | od 1 XII 1985 do 1 XII 1989   | Andrzej Kabat                    | |
| 6.  | IX (PRL)       | „Biuro Polityczne KC PZPR przyjęło zasady politycznej partycypacji składu TK: PZPR – 6 członków, ZSL – 2, SD – 1–2 oraz bezpartyjni 2–3” | jednogłośnie       | od 1 XII 1985 do 1 XII 1989   | Alfons Klafkowski                | od 1 XII 1985 do 1 XII 1989 Prezes TK |
| 7.  | IX (PRL)       | „Biuro Polityczne KC PZPR przyjęło zasady politycznej partycypacji składu TK: PZPR – 6 członków, ZSL – 2, SD – 1–2 oraz bezpartyjni 2–3” | jednogłośnie       | od 1 XII 1985 do 1 XII 1989   | Stanisław Pawela                 | |
| 8.  | IX (PRL)       | „Biuro Polityczne KC PZPR przyjęło zasady politycznej partycypacji składu TK: PZPR – 6 członków, ZSL – 2, SD – 1–2 oraz bezpartyjni 2–3” | jednogłośnie       | od 1 XII 1985 do 1 XII 1993   | Czesław Bakalarski               | |
| 9.  | IX (PRL)       | „Biuro Polityczne KC PZPR przyjęło zasady politycznej partycypacji składu TK: PZPR – 6 członków, ZSL – 2, SD – 1–2 oraz bezpartyjni 2–3” | jednogłośnie       | od 1 XII 1985 do 1 XII 1993   | Kazimierz Działocha              | |
| 10. | IX (PRL)       | „Biuro Polityczne KC PZPR przyjęło zasady politycznej partycypacji składu TK: PZPR – 6 członków, ZSL – 2, SD – 1–2 oraz bezpartyjni 2–3” | jednogłośnie       | od 1 XII 1985 do 1 XII 1993   | Henryk Groszyk                   | |
| 11. | IX (PRL)       | „Biuro Polityczne KC PZPR przyjęło zasady politycznej partycypacji składu TK: PZPR – 6 członków, ZSL – 2, SD – 1–2 oraz bezpartyjni 2–3” | jednogłośnie       | od 1 XII 1985 do 1 XII 1993   | Leonard Łukaszuk                 | od 1 XII 1985 do 1 XII 1993 Wiceprezes TK |
| 12. | IX (PRL)       | „Biuro Polityczne KC PZPR przyjęło zasady politycznej partycypacji składu TK: PZPR – 6 członków, ZSL – 2, SD – 1–2 oraz bezpartyjni 2–3” | jednogłośnie       | od 1 XII 1985 do 13 VIII 1993 | Remigiusz Orzechowski            | zmarł w trakcie kadencji |
| 13. | IX (PRL)       | brak informacji | 336 (jednogłośnie) | od 25 XI 1986 do 30 XI 1993   | Maria Łabor-Soroka               | |
| 14. | X (PRL)        | OKP-ZSL-SD | 250                | od 1 XII 1989 do 31 X 1992    | Antoni Filcek                    | zrzekł się urzędu |
| 15. | X (PRL)        | OKP-ZSL-SD | 213                | od 1 XII 1989 do 17 VI 1994   | Mieczysław Tyczka                | od 1 XII 1989 do 19 XI 1993 Prezes TK; zrezygnował ze stanowiska i zrzekł się urzędu |
| 16. | X (PRL)        | OKP-ZSL-SD | 201                | od 1 XII 1989 do 27 V 1995    | Janina Zakrzewska                | zmarła w trakcie kadencji |
| 17. | X (PRL)        | OKP-ZSL-SD | 239                | od 1 XII 1989 do 1 XII 1997   | Tomasz Dybowski                  | |
| 18. | X (PRL)        | OKP-ZSL-SD | 233                | od 1 XII 1989 do 1 XII 1997   | Wojciech Łączkowski              | |
| 19. | X (PRL)        | OKP-ZSL-SD | 239                | od 1 XII 1989 do 1 XII 1997   | Andrzej Zoll                     | od 19 XI 1993 do 1 XII 1997 Prezes TK |
| 20. | I              | brak informacji | 203                | od 19 II 1993 do 19 II 2001   | Ferdynand Rymarz                 | |
| 21. | II             | kojarzony z OKP-ZSL | 293                | od 1 XII 1993 do 30 XI 1998   | Błażej Wierzbowski               | zrzekł się urzędu |
| 22. | II             | SLD | 293                | od 1 XII 1993 do 31 V 1999    | Wojciech Sokolewicz              | zrzekł się urzędu |
| 23. | II             | SLD | 293                | od 1 XII 1993 do 1 XII 2001   | Zdzisław Czeszejko-Sochacki      | |
| 24. | II             | SLD | 293                | od 1 XII 1993 do 1 XII 2001   | Lech Garlicki                    | |
| 25. | II             | kojarzony z PSL | 293                | od 1 XII 1993 do 1 XII 2001   | Stefan Jan Jaworski              | |
| 26. | II             | SLD | 293                | od 1 XII 1993 do 1 XII 2001   | Janusz Trzciński                 | od 1 XII 1993 do 1 XII 2001 Wiceprezes TK |
| 27. | II             | brak informacji | 217                | od 27 V 1994 do 27 V 2002     | Krzysztof Kolasiński             | |
| 28. | II             | UW | 289                | od 21 VII 1995 do 21 VII 2003 | Jadwiga Skórzewska-Łosiak        | |
| 29. | III            | UW | 235                | od 5 XI 1997 do 5 XI 2006     | Teresa Dębowska-Romanowska       | |
| 30. | III            | AWS | 274                | od 5 XI 1997 do 5 XI 2006     | Marek Safjan                     | od 6 I 1998 do 5 XI 2006 Prezes TK |
| 31. | III            | AWS | 256                | od 5 XI 1997 do 5 XI 2006     | Marian Zdyb                      | |
| 32. | III            | AWS | 254                | od 1 XII 1997 do 1 XII 2006   | Wiesław Johann                   | |
| 33. | III            | AWS | 240                | od 1 XII 1997 do 1 XII 2006   | Biruta Lewaszkiewicz-Petrykowska | |
| 34. | III            | AWS | 263                | od 1 XII 1997 do 1 XII 2006   | Andrzej Mączyński                | od 2 XII 2001 do 1 XII 2006 Wiceprezes TK |
| 35. | III            | UW | 240                | od 18 XII 1998 do 18 XII 2007 | Jerzy Ciemniewski                | |
| 36. | III            | AWS | 199                | od 25 VI 1999 do 25 VI 2008   | Jerzy Stępień                    | od 6 XI 2006 do 25 VI 2008 Prezes TK |
| 37. | III            | UW | 364                | od 2 III 2001 do 2 III 2010   | Janusz Niemcewicz                | od 2 XII 2006 do 2 III 2010 Wiceprezes TK |
| 38. | IV             | SLD | 299                | od 2 XII 2001 do 2 XII 2010   | Marian Grzybowski                | |
| 39. | IV             | SLD | 291                | od 2 XII 2001 do 2 XII 2010   | Marek Mazurkiewicz               | od 3 III do 2 XII 2010 Wiceprezes TK |
| 40. | IV             | SLD | 378                | od 2 XII 2001 do 2 XII 2010   | Mirosław Wyrzykowski             | |
| 41. | IV             | SLD | 290                | od 2 XII 2001 do 2 XII 2010   | Bohdan Zdziennicki               | od 26 VI 2008 do 2 XII 2010 Prezes TK |
| 42. | IV             | SLD-PSL-UP | 219                | od 28 V 2002 do 28 V 2011     | Ewa Łętowska                     | |
| 43. | IV             | SLD | 210                | od 22 VII 2003 do 22 VII 2012 | Adam Jamróz                      | |
| 44. | V              | PiS | 224                | od 6 XI 2006 do 6 XI 2015     | Maria Gintowt-Jankowicz          | |
| 45. | V              | PiS | 237                | od 6 XI 2006 do 6 XI 2015     | Wojciech Hermeliński             | |
| 46. | V              | LPR-SRP | 231                | od 6 XI 2006 do 6 XI 2015     | Marek Kotlinowski                | |
| 47. | V              | PiS | 224                | od 2 XII 2006 do 2 XII 2015   | Zbigniew Cieślak                 | |
| 48. | V              | PiS | 303                | od 8 XII 2006 do 8 XII 2015   | Teresa Liszcz                    | |
| 49. | V              | LPR-SRP | 207                | od 8 XII 2006 do 12 III 2007  | Lidia Bagińska                   | zrzekła się urzędu |
| 50. | V              | LPR-SRP | 328                | od 27 IV 2007 do 27 IV 2016   | Mirosław Granat                  | |
| 51. | VI             | PO | 222                | od 19 XII 2007 do 19 XII 2016 | Andrzej Rzepliński               | od 3 XII 2010 do 19 XII 2016 Prezes TK |
| 52. | VI             | PO | 270                | od 26 VI 2008 do 26 VI 2017   | Stanisław Biernat                | od 3 XII 2010 do 26 VI 2017 Wiceprezes TK |
| 53. | VI             | PO | 415                | od 6 V 2010 do 6 V 2019       | Sławomira Wronkowska-Jaśkiewicz  | |
| 54. | VI             | PO | 203                | od 3 XII 2010 do 3 XII 2019   | Stanisław Rymar                  | |
| 55. | VI             | PO | 348                | od 3 XII 2010 do 3 XII 2019   | Piotr Tuleja                     | |
| 56. | VI             | PO-PSL-poseł niezrzeszony | 200                | od 3 XII 2010 do 3 XII 2019   | Marek Zubik                      | |
| 57. | VI             | PO | 253                | od 5 I 2011 do 5 I 2020       | Małgorzata Pyziak-Szafnicka      | |
| 58. | VI             | PO-SDPL-SLD-PJN-DKP-poseł niezrzeszony                                                                                                   | 243                | od 29 V 2011 do 24 I 2017     | Andrzej Wróbel                   | zrzekł się urzędu |
| 59. | VII            | PO-PSL-SLD | 340                | od 23 VII 2012 do 23 VII 2021 | Leon Kieres                      | |
|     | VII            | Prezydium Sejmu | 274                | od 7 XI 2015 do 7 XI 2024     | Roman Hauser                     | oczekiwali na złożenie ślubowania do momentu wygaśnięcia ich potencjalnych kadencji; 3 grudnia 2015 Trybunał Konstytucyjny orzekł, że przepisy ustawy o TK, na mocy których nastąpił jego wybór na sędziego TK, są zgodne z odpowiednimi przepisami Konstytucji RP, a prezydent jest obowiązany do niezwłocznego przyjęcia ślubowania. 25 listopada 2015 Sejm VIII kadencji uznał, że uchwała w sprawie wyboru nie ma mocy prawnej.                                                                                |
|     | VII            | Prezydium Sejmu | 268                | od 7 XI 2015 do 7 XI 2024     | Krzysztof Ślebzak                | oczekiwali na złożenie ślubowania do momentu wygaśnięcia ich potencjalnych kadencji; 3 grudnia 2015 Trybunał Konstytucyjny orzekł, że przepisy ustawy o TK, na mocy których nastąpił jego wybór na sędziego TK, są zgodne z odpowiednimi przepisami Konstytucji RP, a prezydent jest obowiązany do niezwłocznego przyjęcia ślubowania. 25 listopada 2015 Sejm VIII kadencji uznał, że uchwała w sprawie wyboru nie ma mocy prawnej.                                                                                |
|     | VII            | Prezydium Sejmu | 272                | od 7 XI 2015 do 7 XI 2024     | Andrzej Jakubecki                | oczekiwali na złożenie ślubowania do momentu wygaśnięcia ich potencjalnych kadencji; 3 grudnia 2015 Trybunał Konstytucyjny orzekł, że przepisy ustawy o TK, na mocy których nastąpił jego wybór na sędziego TK, są zgodne z odpowiednimi przepisami Konstytucji RP, a prezydent jest obowiązany do niezwłocznego przyjęcia ślubowania. 25 listopada 2015 Sejm VIII kadencji uznał, że uchwała w sprawie wyboru nie ma mocy prawnej.                                                                                |
|     | VII            | Prezydium Sejmu | 244                | (3 XII 2015)                  | Bronisław Sitek                  | 3 grudnia 2015 Trybunał Konstytucyjny orzekł, że przepisy ustawy o TK, na mocy których nastąpił jego wybór na sędziego TK, są niezgodne z odpowiednimi przepisami Konstytucji RP. 25 listopada 2015 Sejm VIII kadencji uznał, że uchwała w sprawie wyboru nie ma mocy prawnej. |
|     | VII            | Prezydium Sejmu | 264                | (9 XII 2015)                  | Andrzej Sokala                   | 3 grudnia 2015 Trybunał Konstytucyjny orzekł, że przepisy ustawy o TK, na mocy których nastąpił jego wybór na sędziego TK, są niezgodne z odpowiednimi przepisami Konstytucji RP. 25 listopada 2015 Sejm VIII kadencji uznał, że uchwała w sprawie wyboru nie ma mocy prawnej. |
| 60. | VIII           | PiS | 236                | od 2 XII 2015 do 20 XII 2017  | Henryk Cioch                     | wybrany 2 grudnia 2015, mimo że stanowisko w Trybunale Konstytucyjnym wówczas było już obsadzone przez Romana Hausera, który oczekiwał na złożenie ślubowania (według uchwały Sejmu nie było obsadzone); zmarł w trakcie kadencji. |
| 61. | VIII           | PiS | 232                | od 2 XII 2015 do 12 VII 2017  | Lech Morawski                    | wybrany 2 grudnia 2015, mimo że stanowisko w Trybunale Konstytucyjnym wówczas było już obsadzone przez Krzysztofa Ślebzaka, który oczekiwał na złożenie ślubowania (według uchwały Sejmu nie było obsadzone); zmarł w trakcie kadencji. |
| 62. | VIII           | PiS | 236                | od 3 XII 2015 do 3 XII 2024   | Mariusz Muszyński                | wybrany 2 grudnia 2015, mimo że stanowisko w Trybunale Konstytucyjnym wówczas było już obsadzone przez Andrzeja Jakubeckiego, który oczekiwał na złożenie ślubowania (według uchwały Sejmu nie było obsadzone). Od 5 VII 2017 do 5 VII 2023 Wiceprezes TK WSA w 2018 roku oraz Trybunał Praw Człowieka w Strasburgu w 2021 r. orzekły, że Mariusz Muszyński jako jeden z tzw. sędziów dublerów jest osobą nieuprawnioną do orzekania w składzie TK, a jego udział w składach orzekających jest niezgodny z prawem. |
| 63. | VIII           | PiS | 233                | od 3 XII 2015 do 3 XII 2024   | Piotr Pszczółkowski              | wybrany 2 grudnia 2015, mimo że na to stanowisko w Trybunale Konstytucyjnym wybrano wcześniej Bronisława Sitka (przy czym podstawa prawna wyboru Bronisława Sitka została uznana za niezgodną z Konstytucją RP 3 grudnia 2015, zaś Sejm stwierdził brak mocy prawnej jego wyboru). |
| 64. | VIII           | PiS | 234                | od 9 XII 2015 do 9 XII 2024   | Julia Przyłębska                 | wybrana 2 grudnia 2015, mimo że na to stanowisko w Trybunale Konstytucyjnym wybrano wcześniej Andrzeja Sokalę (przy czym podstawa prawna wyboru Andrzeja Sokali została uznana za niezgodną z Konstytucją RP 3 grudnia 2015, zaś Sejm stwierdził brak mocy prawnej jego wyboru). Od 21 XII 2016 do 29 XI 2024 Prezes TK (de facto) |
| 65. | VIII           | PiS | 227                | od 28 IV 2016 do 28 IV 2025   | Zbigniew Jędrzejewski            | |
| 66. | VIII           | PiS | 231                | od 20 XII 2016                | Michał Warciński                 | |
| 67. | VIII           | PiS | 234                | od 27 II 2017 do 19 I 2020    | Grzegorz Jędrejek                | zmarł w trakcie kadencji |
| 68. | VIII           | PiS | 227                | od 28 VI 2017                 | Andrzej Zielonacki               | |
| 69. | VIII           | PiS | 248                | od 18 IX 2017                 | Justyn Piskorski                 | wybrany 15 września 2017 roku na miejsce opróżnione wskutek śmierci sędziego Lecha Morawskiego, który został wybrany na miejsce obsadzone przez Krzysztofa Ślebzaka, który oczekiwał na złożenie ślubowania (według uchwały Sejmu nie było obsadzone). |
| 70. | VIII           | PiS | 228                | od 30 I 2018                  | Jarosław Wyrembak                | wybrany 26 stycznia 2018 roku na miejsce opróżnione wskutek śmierci sędziego Henryka Ciocha, który został wybrany na miejsce wcześniej obsadzone przez Romana Hausera, który oczekiwał na złożenie ślubowania (według uchwały Sejmu nie było obsadzone) |
| 71. | VIII           | PiS | 228                | od 8 V 2019                   | Wojciech Sych                    | |
| 72. | IX             | PiS | 230                | od 5 XII 2019                 | Krystyna Pawłowicz               | |
| 73. | IX             | PiS | 230                | od 5 XII 2019                 | Stanisław Piotrowicz             | |
| 74. | IX             | PiS | 233                | od 5 XII 2019                 | Jakub Stelina                    | |
| 75. | IX             | PiS | 239                | od 7 I 2020                   | Rafał Wojciechowski              | |
| 76. | IX             | PiS | 234                | od 9 IV 2020                  | Bartłomiej Sochański             | od 21 II 2025 Wiceprezes TK |
| 77. | IX             | PiS | 233                | od 16 II 2022                 | Bogdan Święczkowski              | od 9 XII 2024 Prezes TK |

## Akty prawne
| Lp. | Akt prawny | Data wejścia w życie | Data uchylenia       | Uwagi |
| --- | --- | -------------------- | -------------------- | --- |
| 1   | Konstytucja Polskiej Rzeczypospolitej Ludowej z dnia 22 lipca 1952 r. (w brzmieniu nadanym przez Ustawę z dnia 26 marca 1982 r. o zmianie Konstytucji Polskiej Rzeczypospolitej Ludowej) | 22 lipca 1952        | 17 października 1997 | Przepisy dotyczące Trybunału weszły w życie 6 kwietnia 1982 |
| 1a  | Ustawa z dnia 29 kwietnia 1985 r. o Trybunale Konstytucyjnym Uchwały wykładnicze TK: - Uchwała Trybunału Konstytucyjnego z dnia 6 listopada 1991 r., sygn. akt W 2/91 - Uchwała Trybunału Konstytucyjnego z dnia 20 października 1993 r., sygn. akt W 6/93 - Uchwała Trybunału Konstytucyjnego z dnia 30 listopada 1994 r., sygn. akt 10/94 - Uchwała Trybunału Konstytucyjnego z dnia 7 marca 1995 r., sygn. akt W 9/94 - Uchwała Trybunału Konstytucyjnego z dnia 14 czerwca 1995 r., sygn. akt W 19/94 - Uchwała Trybunału Konstytucyjnego z dnia 5 września 1995 r., sygn. akt W 1/95 | 1 stycznia 1986      | 17 października 1997 | Art. 32 i 34 (w brzmieniu pierwotnym) weszły w życie 14 maja 1985 |
| 1b  | Uchwała Sejmu Polskiej Rzeczypospolitej Ludowej z dnia 31 lipca 1985 w sprawie szczegółowego postępowania przed Trybunałem Konstytucyjnym | 1 stycznia 1986      | 17 października 1997 | |
| 1c  | Uchwała Trybunału Konstytucyjnego w pełnym składzie z dnia 23 czerwca 1993 w sprawie Regulaminu czynności Trybunału Konstytucyjnego (niepubl.) | 23 czerwca 1993 (?)  | 7 listopada 1997     | |
| 2   | Konstytucja Rzeczypospolitej Polskiej z dnia 2 kwietnia 1997 | 17 października 1997 |                      | |
| 2a  | Ustawa z dnia 1 sierpnia 1997 r. o Trybunale Konstytucyjnym | 17 października 1997 | 30 sierpnia 2015     | |
| 2b  | Uchwała Zgromadzenia Ogólnego Sędziów Trybunału Konstytucyjnego z dnia 22 października 1997 r. w sprawie regulaminu Trybunału Konstytucyjnego | 7 listopada 1997     | 19 listopada 2006    | |
| 2c  | Uchwała Zgromadzenia Ogólnego Sędziów Trybunału Konstytucyjnego z dnia 3 października 2006 r. w sprawie Regulaminu Trybunału Konstytucyjnego | 19 listopada 2006    | 30 sierpnia 2015     | |
| 3   | Ustawa z dnia 25 czerwca 2015 r. o Trybunale Konstytucyjnym | 30 sierpnia 2015     | 16 sierpnia 2016     | - Art. 108 ust. 3 wszedł w życie 1 stycznia 2016 - W przypadku sędziów Trybunału, których kadencja upływa w roku 2015 termin na złożenie wniosku, o którym mowa w art. 19 ust. 2, wynosi 30 dni od dnia wejścia w życie ustawy. 8 października 2015 Sejm dokonał wyboru uzupełniającego sędziów TK w trybie art. 137 ustawy. - 3 grudnia 2015 Trybunał orzekł, że przepisy ustawy o TK, na mocy których nastąpił wybór na sędziego TK (przez Sejm VII kadencji) osób, których kadencja rozpoczyna się w grudniu 2015, są niezgodne z odpowiednimi przepisami Konstytucji RP. 2 grudnia Sejm VIII kadencji wybrał m.in. sędziów, których kadencja rozpoczyna się 3 oraz 9 grudnia 2015. |
| 3a  | Uchwała Zgromadzenia Ogólnego sędziów Trybunału Konstytucyjnego z dnia 15 września 2015 r. w sprawie Regulaminu Trybunału Konstytucyjnego | 21 września 2015     | 16 sierpnia 2016     | |
| 4   | Ustawa z dnia 22 lipca 2016 r. o Trybunale Konstytucyjnym | 16 sierpnia 2016     | 20 grudnia 2016      | |
| 5a  | Ustawa z dnia 30 listopada 2016 r. o organizacji i trybie postępowania przed Trybunałem Konstytucyjnym | 3 stycznia 2017      |                      | - art. 1–6 weszły w życie z dniem 20 grudnia 2016 - art. 16–32 weszły w życie z dniem 1 stycznia 2018 |
| 5b  | Ustawa z dnia 30 listopada 2016 r. o statusie sędziów Trybunału Konstytucyjnego | 3 stycznia 2017      |                      | - art. 1-6, art. 16, art. 17, art. 19, art. 31, art. 35 weszły w życie z dniem 20 grudnia 2016 |
| 5c  | Ustawa z dnia 13 grudnia 2016 r. – Przepisy wprowadzające ustawę o organizacji i trybie postępowania przed Trybunałem Konstytucyjnym oraz ustawę o statusie sędziów Trybunału Konstytucyjnego | 3 stycznia 2017      |                      | - art. 1-3, art. 12 oraz art. 16-22 weszły w życie z dniem 20 grudnia 2016 - art. 4, art. 5 i art. 8 weszły w życie z dniem 1 stycznia 2018 |
| 5d  | Uchwała Zgromadzenia Ogólnego Sędziów Trybunału Konstytucyjnego z dnia 27 lipca 2017 r. w sprawie Regulaminu Trybunału Konstytucyjnego | 1 sierpnia 2017      |                      | |